# دانشگاه بین‌المللی عرب
دانشگاه بین‌المللی عرب (به عربی: الجامعة العربیة الدولیة الخاصة) یک دانشگاه در سوریه است که در غباغب واقع شده‌است.